# Ленно
Ленно (італ. Lenno) — колишній муніципалітет в Італії, у регіоні Ломбардія, провінція Комо. З 4 лютого 2014 року Ленно є частиною новоствореного муніципалітету Тремеццина.
Ленно розташоване на відстані близько 530 км на північний захід від Рима, 60 км на північ від Мілана, 19 км на північний схід від Комо.
Населення — 1832 особи (2012).

## Демографія
Населення за роками:

Станом на 31 грудня 2010 року в муніципалітеті офіційно проживали 123 іноземці з 26 країн, серед них 49 громадян країн Євросоюзу та 11 громадян України.

## Сусідні муніципалітети
- Белладжо
- Бене-Ларіо
- Грандола-ед-Уніті
- Леццено
- Меццегра
- Оссуччо
- Порлецца
- Тремеццо